# William J. Fallon
William Joseph Fallon (ur. 30 grudnia 1944 w East Orange) – amerykański admirał, szef United States Central Command (USCENTCOM) od 16 marca 2007 do 11 marca 2008. Wcześniej pełnił m.in. funkcję zastępcy szefa operacji Marynarki Wojennej (Vice Chief of Naval Operations – VCNO) – październik 2000 – sierpień 2003, dowódcy United States Fleet Forces Command (USFLTFORCOM) – październik 2003 – luty 2005, dowódcy United States Pacific Command (USPACOM) – luty 2005 – marzec 2007. Po dymisji, spowodowanej przedstawianiem go przez media jako oponenta administracji George'a W. Busha, jego zastępcą został Martin Dempsey.